# NGC 3808A
NGC 3808A је спирална галаксија у сазвежђу Лав која се налази на NGC листи објеката дубоког неба.
Деклинација објекта је + 22° 26' 48" а ректасцензија 11h 40m 44,7s. Привидна величина (магнитуда) објекта NGC 3808 износи 13,7 а фотографска магнитуда 14,4. NGC 3808A је још познат и под ознакама UGC 6643, MCG 4-28-20, CGCG 127-25, IRAS 11381+2243, ARP 87, VV 300, PGC 36228.